# Georgi Tringov
Georgi Tringov, bolgarski šahovski velemojster, * 1937, Bolgarija, † 2000.
Sodeloval je na 12. in 13. šahovski olimpijadi.